# Behind the Mask (chanson)
Pour les articles homonymes, voir Behind the Mask.
Behind the Mask est un morceau instrumental composé par le musicien japonais Ryuichi Sakamoto pour une publicité Seiko de 1978. Un an plus tard, une nouvelle version est enregistrée par son groupe Yellow Magic Orchestra et sort sur leur album Solid State Survivor, avec des paroles en anglais ajoutées par Chris Mosdell. De plus, Ryuichi Sakamoto refera une version en solo du morceau.
Michael Jackson reprend la chanson en 1982, en y rajoutant des paroles, qui reste à l'état de projet. La chanson fut retravaillée en 2010 pour son premier album posthume, Michael, et est sortie en single le 21 février 2011. La version démo sort en 2022 dans Thriller 40. 
Deux autres reprises ont été effectuées par Greg Phillinganes et Eric Clapton.

## Version de l'albumMichael
Singles de Michael Jackson
Hollywood Tonight (I Like) The Way You Love Me

### Structure musicale
La chanson s'ouvre et contient des enregistrements lors d'un concert à Bucarest (qui ont été enregistrés lors du Dangerous World Tour). Puis, vient un solo de saxophone, puis un beatbox créant la rythmique de la chanson. Les cris de la foule s'intensifient, puis disparaissent, et Michael Jackson commence à chanter.

### Genre
Cette chanson se veut d'un style typique « Michael Jackson des années 1980 », mêlant le funk, la pop et la soul.

### Clips
Un premier clip sort pour promouvoir le single. C'est un montage réalisé à partir de 1 600 vidéos de fans envoyées des quatre coins du monde. Nommé le « BTM Project (Behind The Mask Project) », il a été largement promu sur la page Facebook officielle de l'artiste, via des bandes-annonces et des teasers. Certains fans déplorent néanmoins la piètre qualité imaginative de ce clip (tout comme de celle des deux autres clips issus de l'album).
Un autre clip se déroulant dans un club futuriste et mélangeant images d'archives et clins d'œil à l'univers du chanteur sort en 2018.

## Version d'Eric Clapton
Greg Phillinganes, qui avait déjà repris la chanson lui-même, apporte en 1986 la composition de Michael Jackson à Eric Clapton. Phillinganes joue les claviers sur le morceau et chante parmi les chœurs. Jackson n'a pas été crédité comme co-auteur, mais Chris Mosdell a confirmé qu'il a 50% des royalties sur cette chanson.